# Bernhard Schlink
Bernhard Schlink (Großdornberg bij Bielefeld, 6 juli 1944) is een Duits schrijver en jurist.

## Biografie
Schlink groeide op in Heidelberg en studeerde daar rechten. In 1975 promoveerde hij. Vervolgens was hij verbonden aan diverse universiteiten. Van 1992 tot aan zijn emeritaat in 2009 was hij hoogleraar in de Staats- en bestuursrecht en rechtsfilosofie aan de Humboldt-Universiteit in Berlijn.

## Werk
Schlinks carrière als schrijver begon met een reeks detectiveromans met als hoofdpersoon Selb, een naam die afgeleid is van het Duitse woord voor "zelf". In 1995 publiceerde hij Der Vorleser (De voorlezer), dat handelt over een tienerjongen die een relatie heeft met een oudere vrouw die plotseling verdwijnt, maar die hij weer ontmoet als hij tijdens zijn rechtenstudie een zaak over oorlogsmisdaden bijwoont. Het boek (en de film) werd een bestseller en al snel in tientallen talen vertaald. Het kreeg diverse literaire prijzen, ook in het buitenland. In 2008 werd het boek door Stephen Daldry verfilmd  als The Reader, met in de hoofdrollen Kate Winslet en Ralph Fiennes. De film werd genomineerd voor een Oscar en won onder andere de Golden Globe.
Na de millenniumwisseling publiceerde Schlink onder andere de romans De thuiskomst en Het eerste weekend, de verhalenbundels De liefdesval en Zomerleugens, de detective De oude zonden en (samen met Geert Corstens) het essay Objectieve wetgeving en subjectieve rechters. Thema’s als schuld, vergeving, recht en rechtvaardigheid nemen in zijn werk een belangrijke plaats in, vaak gerelateerd aan zijn juridische achtergrond en het Duitser zijn na de Tweede Wereldoorlog. In 2018 verscheen de roman Olga, waarin hij de titelfiguur volgt door de Duitse twintigste eeuw. In Die Enkelin (2021) (vertaald als De Kleindochter) beschrijft hij de zoektocht van een man naar zijn stiefdochter. Die brengt hem in Oost-Duitsland, waar zijn stiefdochter met haar dochter leeft met een neo-nazi.

## Bestseller 60
| Boeken met noteringen in de Nederlandse Bestseller 60 | Jaar van verschijnen | Datum van binnenkomst | Hoogste positie | Aantal weken | Opmerkingen |
| ----------------------------------------------------- | -------------------- | --------------------- | --------------- | ------------ | ----------- |
| De voorlezer                                          | 1995                 | 15-10-2003            | 6               | 18           |             |
| De thuiskomst                                         | 2005                 | 08-03-2006            | 37              | 4            |             |
| Het late leven                                        | 2024                 | 03-07-2024            | 24              | 2            |             |